# 新魂斗罗
《新魂斗罗》是日本科乐美公司开发，并于2005年发行的PlayStation 2清版射击游戏，游戏画面采用3D。这款游戏为魂斗罗的正统续作。

## 玩法
游戏一共有六关。游戏与《真魂斗罗》一样采用击破率系统，玩家的表现会直接影响评定。

## 销售
截止到2016年，《新魂斗罗》一共销售了21万份。